# Kasbah de Tamdart
Pour les articles homonymes, voir Kasbah (homonymie).
La Kasbah de Tamdart ou Tamdert (arabe : قصبة تامدرت) est une forteresse et une kasbah à Fès, au Maroc. Elle est située près de Bab Ftouh dans le sud de Fès el-Bali.

## Histoire
La kasbah a été construite au XVIe siècle sur ordre du sultan saadien Mohammed ech-Cheikh en 1549,. Les Saadiens, qui avaient leur capitale à Marrakech, ont construit des forts autour de Fès pour contrôler sa population autant que pour la défendre des ennemis extérieurs. La Kasbah de Tamdart a été la première des fortifications saadiennes construites dans la ville, consistant en une simple enceinte fortifiée (une kasbah), tandis que des années plus tard, les Saadiens ont construit les forteresses plus importantes de Borj Nord, Borj Sud et les bastions du côté est de Fès el-Jdid. Le nom Tamdart était un nom local amazigh (berbère)(p35). La kasbah a continué à être utilisée à des fins militaires jusqu'au XXe siècle, lorsqu'elle a servi de caserne aux tabors du sultan en 1911 et a continué à être utilisée comme caserne pendant la période du protectorat français (1912-1956)(p140).